# 張葆
張葆（？—？），清朝政治人物，浙江山阴县（今属绍兴市）人，寄籍顺天府大兴县。進士出身。
嘉慶五年（1800年）庚申恩科順天鄉試第一名舉人。嘉慶十三年，登進士，改庶吉士，授翰林院編修。